# Fomalhaut Nunatak
Fomalhaut Nunatak är en nunatak i Antarktis. Den ligger i Västantarktis. Argentina, Chile och Storbritannien gör anspråk på området. Toppen på Fomalhaut Nunatak är 856 meter över havet.
Terrängen runt Fomalhaut Nunatak är lite kuperad, och sluttar brant västerut.  Trakten är obefolkad. Det finns inga samhällen i närheten.